# ウエハース
- ウエハース
- ウェハース
- ウェイファス

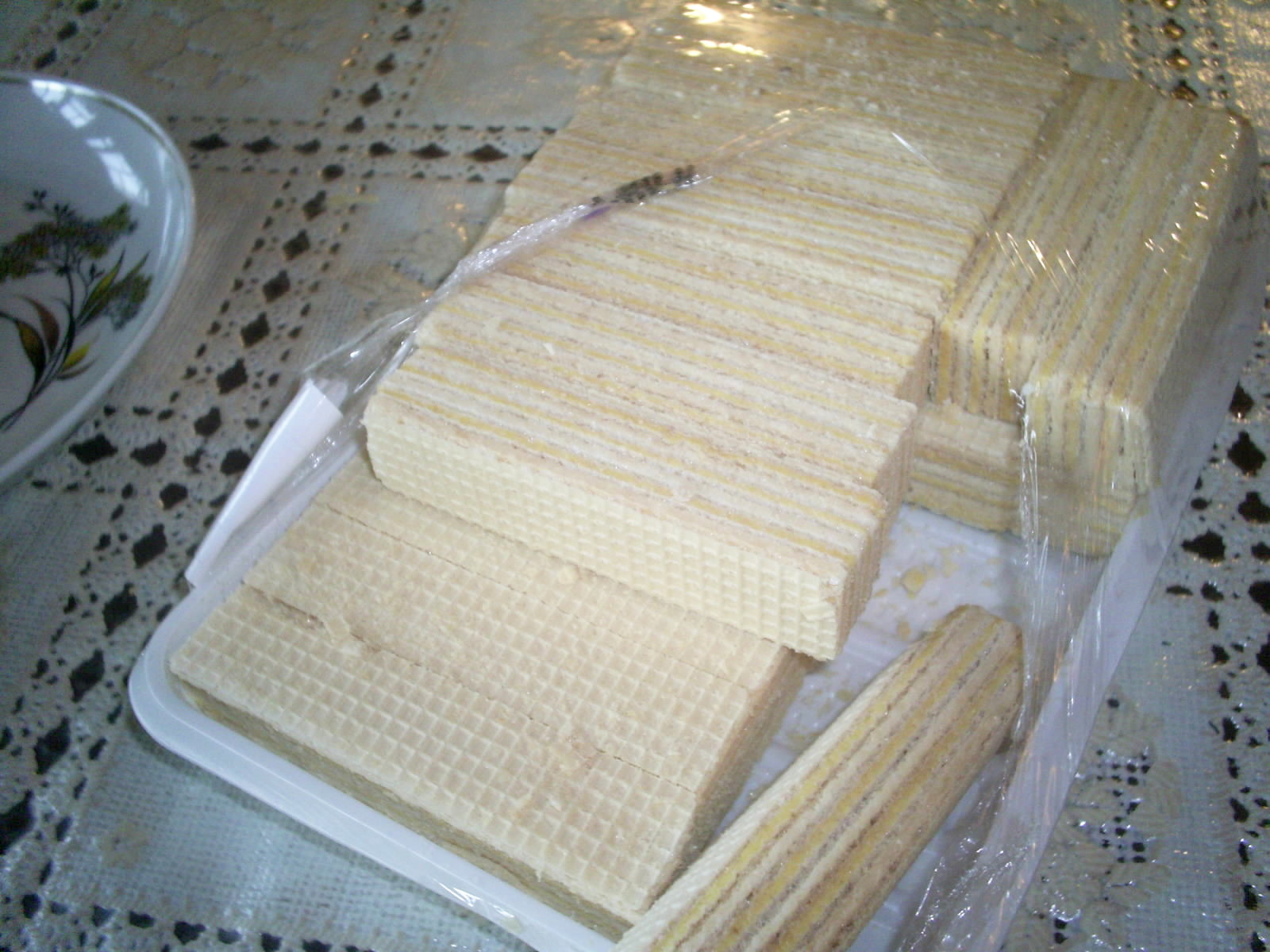
ウエハース

ウエハース（ウェイファス、英: wafer(s)、/wéifər/）またはウェハースは、洋菓子のひとつで焼き菓子の一種。

## 概要
小麦粉、卵、砂糖などを混ぜ合わせて、格子模様の入った型で挟み薄く焼いたもの。短冊形で、非常に薄くパリパリした食感が特徴。
アイスクリームに付けて出されたり、2枚のウエハースにクリームを挟んで売られることが多い。ウエハース自体は主に食感を楽しむものであり、味のバリエーションはクリームやアイスクリームに依存していることが多い。子供向けの栄養補助としてカルシウムを添加されている商品もある。チョコレート、またはバニラクリームなどが挟んである商品も多く、一世を風靡した「ビックリマンチョコ」（ロッテ）や「キットカット」（ネスレ）、「エリーゼ」（ブルボン）などもその一例である。
アイスクリームに付けて出される場合、アイスクリームで冷えて味が分からなくなった舌を、ウエハースを食べることで舌の感覚を戻し、またアイスクリームを美味しく食べられるようにする目的がある。そのため、この場合のウエハースはクリームも付けられない単なる一枚の板である。なおアイスクリーム・コーンのように容器を兼ねる場合もある。
半導体材料となる薄いシリコン円盤をウェハーと呼ぶが、これは洋菓子のウエハースに由来し、英語表記ではいずれもwaferである。
キリスト教の儀式（聖餐式やミサの聖体拝領）で使用されるウエハースのような無発酵の薄焼きパンもウェハーと呼ばれることがある。

## 語源と歴史
英語のwaferの語源は、中世のオランダ・ベルギー・北部ドイツなどにおいて使用された中低ドイツ語の蜂の巣を意味する「wâfel」からきており、中世英語のWafreとして確認できる。ゴーフル、ワッフルとも語源は一緒であり、厚いものも薄いものも含んだ蜂の巣状の凹凸のある焼き菓子を指している。
14世紀にはイギリスでウエハースが街中で売られていた。
英語のwaffleは17世紀にアメリカにオランダのワッフルの製法とともに伝わった言葉である。

## 日本国内の事情
ゴーフル・ワッフルなどとそもそも始祖は一緒なのであるが、ワッフルは、日本国内では格子状・ハニカム状の凹凸のある厚手の焼き菓子の名称となっており、より薄手のものをゴーフルと呼称する。
フランス語におけるGaufreは、日本語でいうワッフルのことを指す。しかし、日本国内で東京風月堂、神戸風月堂および上野風月堂から販売されているゴーフルは、パリパリした食感の薄手の焼き菓子である。
語源を同一とするものが文化の輸入過程で日本国内で異なるものを指すようになった他の著名な例は、カード・カルタ・カルテがある。